# Qingliu, Chongqing
Qingliu (kinesiska: 清流) är en köping i sydvästra Kina. Den ligger i stadsdistriktet Rongchang i storstadsområdet Chongqing, omkring 120 kilometer väster om det centrala stadsdistriktet Yuzhong. Antalet invånare är 9 172. Befolkningen består av 4 464 kvinnor och 4 708 män. Barn under 15 år utgör 19,0 %, vuxna 15-64 år 66 %, och äldre över 65 år 14,0 %.